# Gobierno Regional de Ucayali
El Gobierno Regional de Ucayali es el órgano con personalidad jurídica de derecho público y patrimonio propio, que tiene a su cargo la administración superior del departamento de Ucayali, Perú, y cuyo finalidad es el desarrollo social, cultural y económico. Tiene su sede en la capital regional, la ciudad de Pucallpa.
Está constituido por el Gobernador Regional y el Consejo Regional.

## Gobernador regional
El órgano ejecutivo está conformado por:
- Gobernador Regional: Manuel Gambini Rupay
- Vicegobernadora Regional: Jenny Giovana Reyna Garrido

## Gerencias Regionales
Desde el 1 de enero de 2019 el órgano administrativo está conformado por:
- Gerencia General Regional: José Luis Vela Guerra
- Gerencia Regional de Planeamiento y Presupuesto: Peter Matos Chino
- Gerencia Regional de Administración: Alcides Saromo Domínguez
- Gerencia Regional de Infraestructura: José Rafael Vásquez Lozano
- Gerencia Regional de Asesoría Jurídica: Edwinn Orlando Soto Ildefonso
- Gerencia Regional de Desarrollo de los Pueblos Indígenas: Franklin Eli Danducho Izquierdo
- Gerencia Regional de Desarrollo Económico: José Miguel Alzamora Villaorduña
- Gerencia Regional de Desarrollo Social: Rocío Manuela Villavicencio Cuenca
- Gerencia Regional de la Autoridad Regional Ambiental: Nelson Seijas Valderrama

## Consejo Regional
El Consejo Regional es un órgano de carácter normativo, resolutivo y fiscalizador, dentro del ámbito propio de competencia del Gobierno Regional, encargado de hacer efectiva la participación de la ciudadanía regional y ejercer las atribuciones que la Ley Orgánica de Gobiernos Regionales del Perú respectiva le encomienda.
Está integrado por 11 Consejeros elegidos por sufragio universal en votación directa, de cada una de las 4 provincias del departamento. Su periodo es de 4 años en sus cargos. 

### Listado de Consejeros Regionales[3]
| # | Provincia                                          | Provincia        | Partido                                            | Consejero                                       |
| - | -------------------------------------------------- | ---------------- | -------------------------------------------------- | ----------------------------------------------- |
| 1 |                                                    | Atalaya          | Movimiento Independiente Regional Cambio Ucayalino | Prof. Jesús Enrique Tello Gonzalez              |
| 1 | Movimiento Independiente Regional Cambio Ucayalino | Atalaya          | Odont. Pruhl de Pinho Ríos                         |                                                 |
| 2 |                                                    | Coronel Portillo | Movimiento Independiente Regional Cambio Ucayalino | Prof. Fiorella Victoria Flores Valverde         |
| 2 | Acción Popular                                     | Coronel Portillo | Abog. Leonardo Gabriel Mallqui Díaz                |                                                 |
| 2 | Ucayali Región con Futuro                          | Coronel Portillo | CPC. Lucerito Ondina Davila Alavaro                |                                                 |
| 2 | Todos Somos Ucayali                                | Coronel Portillo | Abog. Rómulo Javier Bonilla Pomachari              |                                                 |
| 2 | Partido Político Nacional Perú Libre               | Coronel Portillo | Tec. Enf. Alberto Panduro Valdivia                 |                                                 |
| 3 |                                                    | Padre Abad       | Movimiento Independiente Regional Cambio Ucayalino | Bach. Ing. Agro. Jaime Obdulio García Fernández |
| 3 | Todos Somos Ucayali                                | Padre Abad       | Comun. Social. Manuel Jesús Antonio Huamán         |                                                 |
| 4 |                                                    | Purus            | Todos Somos Ucayali                                | Tec. Enf. Miguel Abel Silva Vásquez             |
| 4 | Partido Democrático Somos Perú                     | Purus            | Prof. Robert Pedro Tachiana                        |                                                 |